# Барима
Барима (англ. Barima, исп. Barima) — река в Южной Америке, протекает по территории Гайаны в регионе Барима-Уайни, устьевая часть в Венесуэле, в штате Дельта-Амакуро. Длина около 400 км.
Течёт по лесистой местности.
Имеет три стока в Атлантический океан: первый через речную систему Корьяй → Сабайна → Маруйва → Уайни, второй через протоку Мора-Пассаж, третий, основной, находится в Венесуэле.
Берега реки являются одним из мест компактного проживания индейцев-карибов.
Некоторые притоки (от устья к истоку): Арука, Кайтума, Дрикай-Ануку, Экинавина, Анабиси, Кориабо, Манари, Тенапу, Маникуру, Аракакапару, Ванама-Пару (Уонама), Вана (Уона), Кальяку.
В верховье на реке имеется множество водопадов: Эклипс, Гаррисон, Горинг, Барамба.